# Follis

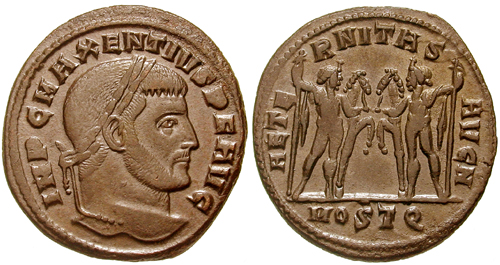
Follis emis sub Maxentius; avers, circular: IMP C MAXENTIVS P F AVG, cap laureat, spre dreapta; revers, circular: AETE RNITAS AVGN; Dioscurii sunt față în față, iar caii lor, între ei; în exergă, MOSTQ, marca celei de-a patra oficine a monetăriei de la Ostia.

Un follis este o monedă din bilon (aliaj monetar în compoziția căruia intră în cea mai mare parte sau exclusiv metale comune ), cu conținut foarte scăzut de argint, aliajul având 95% cupru și 5% argint. Greutatea monedei este de aproximativ 2,5 g și are un diametru de 18-20 mm.
Moneda romană denumită follis a fost introdusă prin reforma monetară făcută de Dioclețian în 294 p. Chr. A avut greutăți și compoziții variabile în timp. 
În anul apariției, 294, un follis era o monedă romană grea, cântărind între 9 și 11g, ulterior greutatea sa a scăzut până la 4,48g și chiar la 1,50g - cea emisă de Constantin cel Mare în 335. 
Follis-ul introdus de Dioclețian, pentru a înlocui antoninianul, avea cam 30/1000 argint și era argintat. 
S-a emis până la reforma lui Anastasius din 498. 
Prin reforma monetară, Anastasius a încercat să dea valoare stabilă monedei de bronz numită follis, care să fie cât mai apropiată de valoarea în aur.
Follis-ul introdus de Anastasius deja este considerat monedă bizantină, și nu romană. 
În timpul lui Constantin cel Mare exista un impozit senatorial, numit follis senatorius, de strângerea căruia se ocupa magister census. 

## Descriere
Cu o greutate de vreo zece grame, follis-ul conținea 4 % de argint, în general sub forma unei placări. Cuvântul follis desemna în epocă un sac, de obicei făcut din piele, utilizat pentru a conține o cantitate dată de piese monetare (de unde derivă termenul biologic „folicul”, literal „sac mic”).

## Istorie

### Naștereafollis-ului sub Tetrarhie (294 - 313)
Follis-ul a apărut sub Tetrarhie
Împăratul Dioclețian, prin reforma sa monetară de prin 294, voia să pună capăt deprecierii reinstaurând o monedă de argint după etalonul lui Nero,  argenteus, și o monedă de bronz grea și argintată, nummus (pe care numismații o numesc, pe nedrept, follis), care vrea să reamintească de sesterț (având o masă mai apropiată de as).

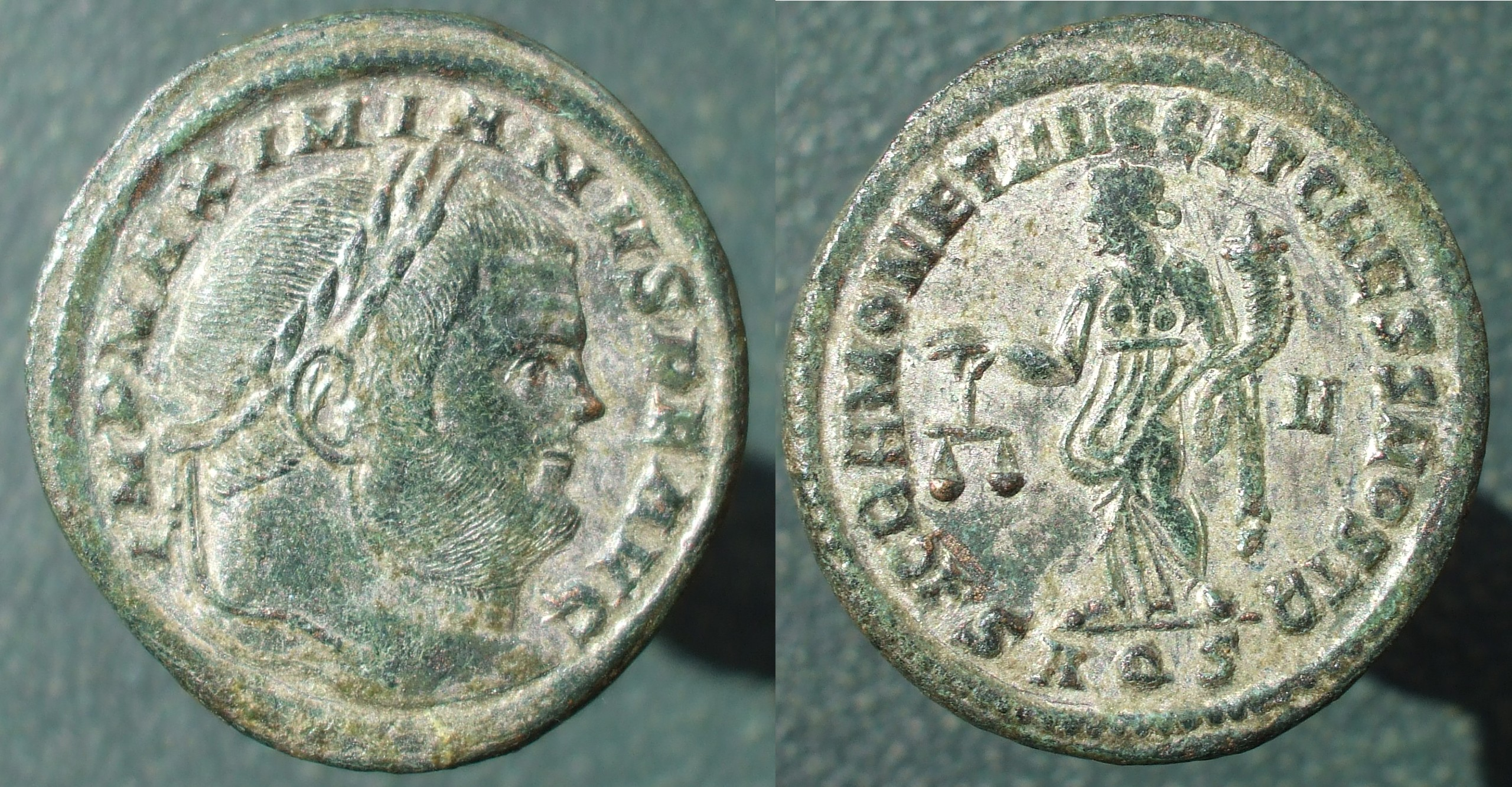
Follis emis sub Maximian bătut la Aquileia, cu inscripția Sacra Moneta pe revers și multe urme de argintare.

 Această monedă cântărește  aproape 10 grame (1/32 dintr-o livră) și îl reprezintă pe avers pe unul din cei patru Tetrarhi cu titulatura lor și pe revers, cel mai adesea,  Geniul Poporului Roman (Genio Populi Romani), uneori Sacra Moneta, mai rar alte configurații.

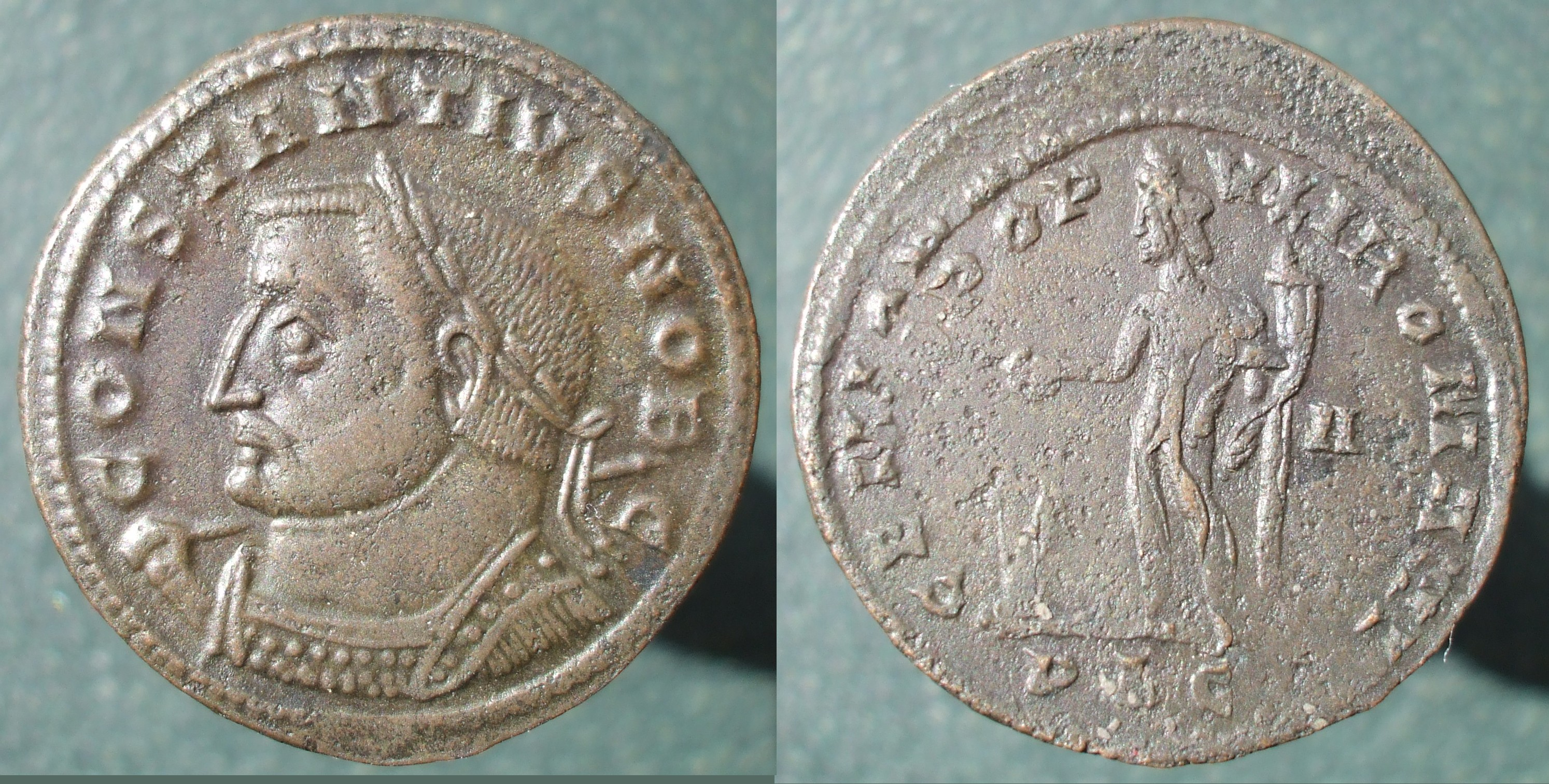
Follis emis sub Constantius I cezar, bătut la Lugdunum (Lyon), reversul cu Geniul Poporului Roman a suferit o dublă batere.

Alegerea Geniului Poporului Roman viza insuflarea unui sentiment de apartenență la o koinè romană, o în rândul celor care foloseau aceste monede,  prin redarea încrederii și relansarea schimburilor.
Au fost bătuți, la origine, la Roma, Lugdunum, Augusta Trevorum, Aquileia, Pavia, Siscia, Carthagina, Alexandria, Antiochia, Heraclea, Nicomedia, Cyzic, apoi la Londra, Ostia și Thessalonica. 
În 307 a avut loc o primă reducere ponderală (1/40 de livră). O a doua reducere a avut loc în 310 la 1/72 de livră.

### Epoca Constantiniană (după 313)
În epoca lui Constantin I, follis-ul era de mărime mai mică, și nu conținea decât foarte puțin argint; alte bateri9 de monede de bronz au avut loc în epocă, însă istoricii și numismații dezbat încă denumirea lor exactă. Prin similitudine cu asul de bronz din secolele precedente, se vorbește despre AE1, AE2, AE3 și AE4 pentru a desemna diferitele tipuri de monede de bronz bătute sub Constantin cel Mare și succesorii săi, în ordinea descrescândă a diametrului (AE1 măsurând 27 mm, iar AE4 15 mm).

### Epoca bizantină

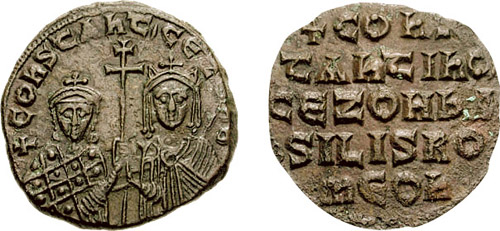
Follis emis sub împăratul Constantin al VII-lea și împărăteasa Zoe

În 498, reforma monetară întreprinsă de Anastasiu a încercat să stabilizeze valoarea follis-ului de bronz dându-i o valoare legată de aceea a aurului. Follis-ul a continuat să fie în uz în Imperiul Bizantin, valoarea sa fiind de 1/24 de keration (monedă de cont), adică 1/288 din nomisma. 

### În lumea arabă
Cuvântul din latină follis s-a transmis, până în zilele noatre, în denumirea unor monede din țări arabe: din  latinescul follis s-a transmis denumirea monedei de bronz fals, emisă în califatele Omeiazilor și Abbasizilor, începând de la sfârșitul secolului al VII-lea, inițial prin imitarea monedelor bizantine. De aici, s-a ajuns la cuvântul din arabă fils, la plural: fulûs, cu varianta dialectală fels. Din pluralul fulûs, prin intermediul cuvântului din arabă el-fluss: „argintul”, s-a obținut cuvântul argotic din franceză flouse, cu variantele flouze sau flou(s): „bani”.

## Descoperiri în România
În perioada 1068 – 1081 o monetărie din Dobrogea a bătut monede din argint care reproduceau diverse emisiuni de follis. 
Monede de tip follis s-au descoperit în perimetrul castrului roman de la Răcarii de Jos, precum și în perimetrul unor localități ca Idicel-Pădure, Corni etc.